# Argument du périastre
- P2 est le plan écliptique (Terre-Soleil par exemple)
- P1 est le plan orbital
- a est le demi-grand axe
- P est le périapside
- S est le point nominal (S comme Soleil)
- i l'inclinaison entre les plans P1 et P2

Diagramme des éléments orbitaux, incluant l'argument du périastre (ω). Où :

En mécanique céleste et en mécanique spatiale, l'argument du périastre est un des éléments utilisés pour définir la trajectoire d'un corps en orbite autour d'un autre. Il exprime l'angle entre la direction du nœud ascendant et celle du périastre de cette orbite. Il est mesuré dans le plan orbital et dans la direction du mouvement du corps. Il est généralement noté par la lettre grecque oméga, {\displaystyle \omega \,}.
Un argument du périastre de 0° signifie que le corps en orbite est au plus près du corps central au même moment où il traverse son plan de référence du sud vers le nord. Un argument du périastre de 90° signifie que le périastre est atteint lorsque le corps est à sa distance maximale au-dessus du plan de référence.
Lorsque l'orbite est elliptique, l'argument est l'angle entre la ligne des nœuds et le grand axe de l'ellipse.
Ajouter l'argument du périastre à la longitude du nœud ascendant donne la longitude du périastre.

## Calcul
En astrodynamique, l'argument du périastre {\displaystyle \omega } peut être calculé de la manière suivante :
{\displaystyle \omega =\arccos {\frac {{\vec {n}}\cdot {\vec {e}}}{\|{\vec {n}}\|\|{\vec {e}}\|}}}
où :
- {\displaystyle {\vec {n}}} est le vecteur pointant vers le nœud ascendant,
- {\displaystyle {\vec {e}}} est le vecteur d'excentricité (c'est-à-dire le vecteur pointant vers le périastre).

Dans le cas d'une orbite équatoriale, bien que l'argument ne soit pas défini au sens strict, on admet souvent que :
{\displaystyle \omega =\arccos {\frac {e_{x}}{\|{\vec {e}}\|}}}
où :
- {\displaystyle e_{x}} est la composante x[précision nécessaire] du vecteur d'excentricité {\displaystyle {\vec {e}}}.

Dans le cas d'une orbite circulaire, on admet souvent que le périastre est placé au nœud ascendant et donc que {\displaystyle \omega =0}.